# Banque de Corée
Pour les articles homonymes, voir BOK.
La banque de Corée (en coréen: 한국은행, Hanguk Eunhaeng) est la banque centrale de la Corée du Sud.

## Histoire
La Banque de Corée a été créée le 12 juin 1950 en vertu de la loi sur la Banque de Corée adoptée le 5 mai 1950, reprenant les actifs et les opérations de la Banque de Chōsen, liquidée simultanément. Elle s'est vu confier un large éventail de fonctions en matière de politique monétaire et financière, de supervision bancaire et de politique de change.
En 1962, Park Chung-hee, a révisé la loi sur la Banque de Corée. Celle-ci visait à soutenir financièrement le développement économique, mais globalement, les fonctions de la Banque de Corée ont été réduites et son indépendance a diminué. Avec la révision de la loi de 1962, le champ d'action du Comité de politique monétaire a été réduit, passant de la fonction « d'élaboration des politiques en matière de monnaie, de crédit et de change » à celle « d'élaboration des politiques relatives au fonctionnement et à la gestion de la monnaie et du crédit », et la partie relative à la politique de change a été transférée à la compétence du gouvernement. De plus, la Banque de Corée n'était autorisée à effectuer des opérations de change que sur approbation du ministère des Finances.
La Corée a été l’un des pays les plus touchés par la crise financière asiatique de 1997, qui a donné lieu à un débat public sur le fonctionnement de la banque, qui a conduit à l’adoption d’une nouvelle loi en décembre 1997.
Le 1er avril 1998, la loi sur la Banque de Corée de 1997 est entrée en vigueur, l'amendement de 1997 comprenait l'introduction d'un régime de ciblage de l'inflation et le rétablissement du nom de Conseil de politique monétaire, tandis que tous les membres du Conseil se sont vu attribuer le poste de membre permanent.
En 2008, alors que la crise financière mondiale s'aggravait, la Banque de Corée a déployé des efforts, notamment en abaissant ses taux d'intérêt, en augmentant le plafond des prêts et en concluant des swaps de devises. Cependant, sa réaction a été critiquée pour son manque de zèle. Aux États-Unis, les discussions sur la réorganisation du système de surveillance financière et le renforcement du rôle de la banque centrale se sont multipliées au même moment, ce qui a eu des répercussions sur la Corée et a donné lieu à un vaste mouvement de révision de la loi sur la Banque de Corée. Cependant, le ministère de la Stratégie et des Finances a réagi passivement, affirmant que cette question devait être abordée parallèlement à la réorganisation du système financier et de l'organisation gouvernementale. L'agence de surveillance financière a également rejeté l'élargissement du rôle de la Banque de Corée,.

## Gouverneurs de la banque de Corée
| Rang | Nom             | Mandat                                |
| ---- | --------------- | ------------------------------------- |
| 1er  | Koo Yong-suh    | (5 juin 1950 ~ 18 décembre 1951)      |
| 2e   | Kim Yoo-taik    | (18 décembre 1951 ~ 12 décembre 1956) |
| 3e   | Kim Chin-hyung  | (12 décembre 1956 ~ 21 mai 1960)      |
| 4e   | Pai Eui-hwan    | (1er juin 1960 ~ 8 septembre 1960)    |
| 5e   | Chun Ye-yong    | (8 septembre 1960 ~ 30 mai 1961)      |
| 6e   | Yoo Chang-soon  | (30 mai 1961 ~ 26 mai 1962)           |
| 7e   | Min Pyong-do    | (26 mai 1962 ~ 3 juin 1963)           |
| 8e   | Rhi Jung-whan   | (3 juin 1963 ~ 26 décembre 1963)      |
| 9e   | Kim Se-ryun     | (26 décembre 1963 ~ 25 décembre 1967) |
| 10e  | Suh Jin-soo     | (29 décembre 1967 ~ 2 mai 1970)       |
| 11e  | Kim Sung-whan   | (2 mai 1970 ~ 1er mai 1978)           |
| 12e  | Shin Byong-hyun | (2 mai 1978 ~ 5 juillet 1980)         |
| 13e  | Kim Joon-sung   | (5 juillet 1980 ~ 4 janvier 1982)     |
| 14e  | Hah Yeung-ki    | (5 janvier 1982 ~ 31 octobre 1983)    |
| 15e  | Choi Chang-nak  | (31 octobre 1983 ~ 7 janvier 1986)    |
| 16e  | Park Sung-sang  | (13 janvier 1986 ~ 26 mars 1988)      |
| 17e  | Kim Kun         | (26 mars, 1988 ~ 25 mars 1992)        |
| 18e  | Cho Soon        | (26 mars 1992 ~ 14 mars 1993)         |
| 19e  | Kim Myung-ho    | (15 mars 1993 ~ 23 août 1995)         |
| 20e  | Lee Kyung-shik  | (24 août 1995 ~ 5 mars 1998)          |
| 21e  | Chon Chol-hwan  | (6 mars 1998 ~ 31 mars 2002)          |
| 22e  | Park Seung      | (1er avril 2002 ~ 31 mars 2006)       |
| 23e  | Lee Seong-tae   | (1er avril 2006 ~ 31 mars 2010)       |
| 24e  | Kim Choong-soo  | (1er avril 2010 ~ 31 mars 2014)       |
| 25e  | Lee Ju-yeol     | (1er avril 2014 ~ 31 mars 2022)       |
| 26e  | Rhee Chang-yong | (20 avril 2022 ~ Actuelle)            |

## Agences de la banque

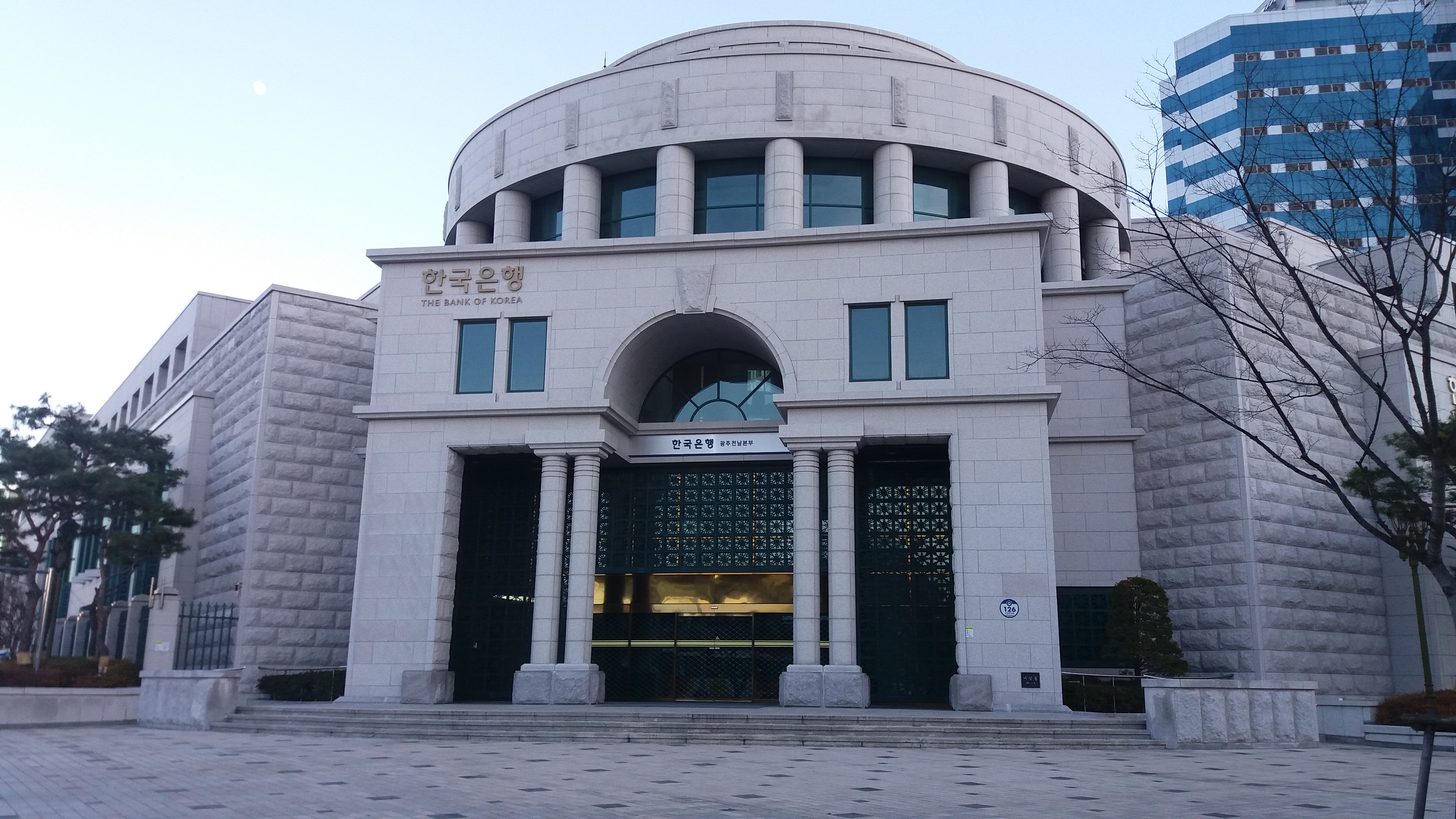
Siège de Gwangju-Jeonnam
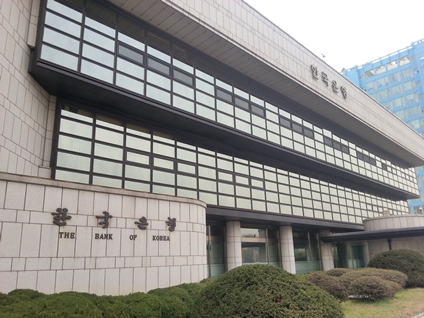
Siège social d'Incheon
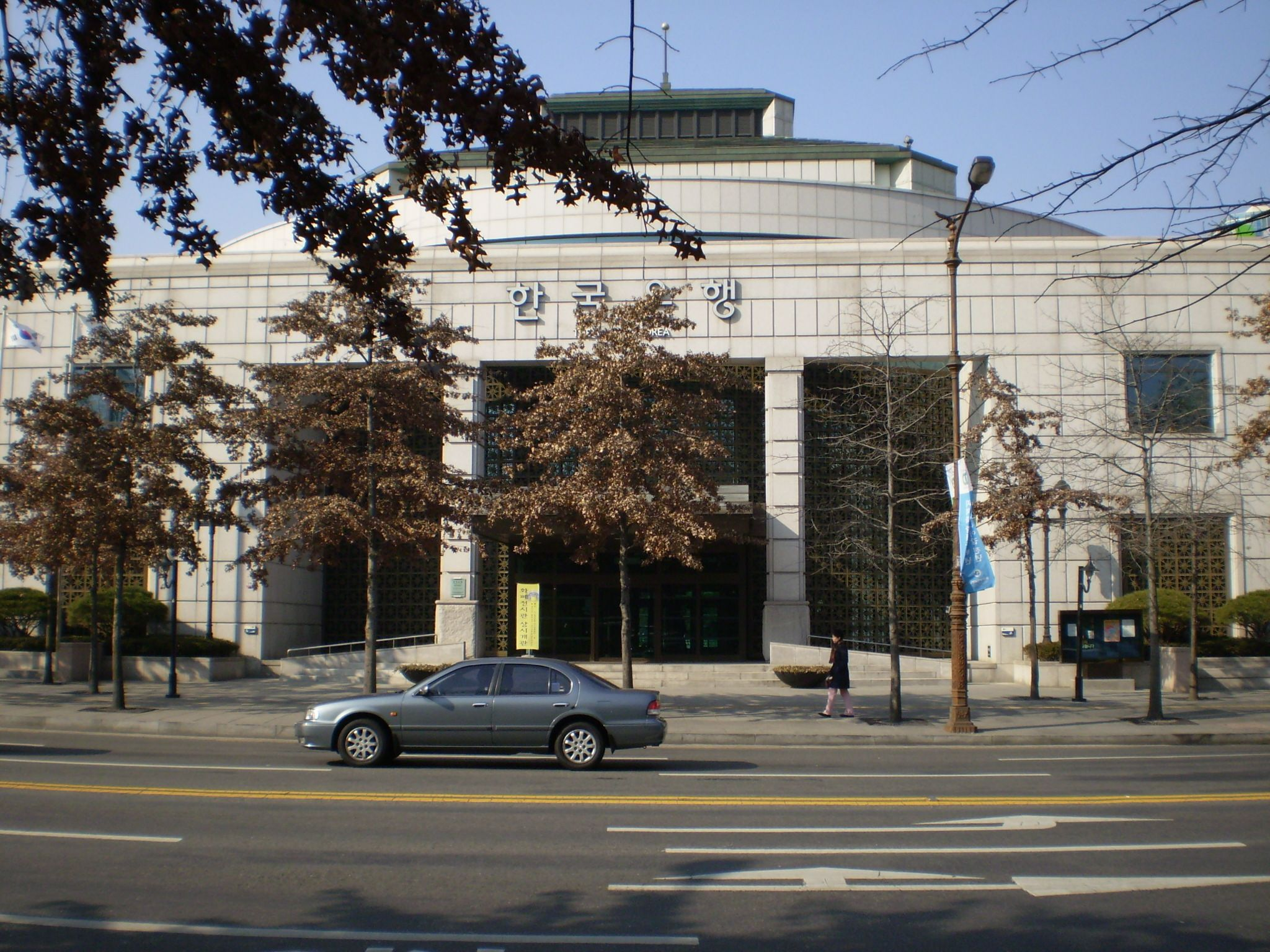
Siège de Daegu Gyeongbuk
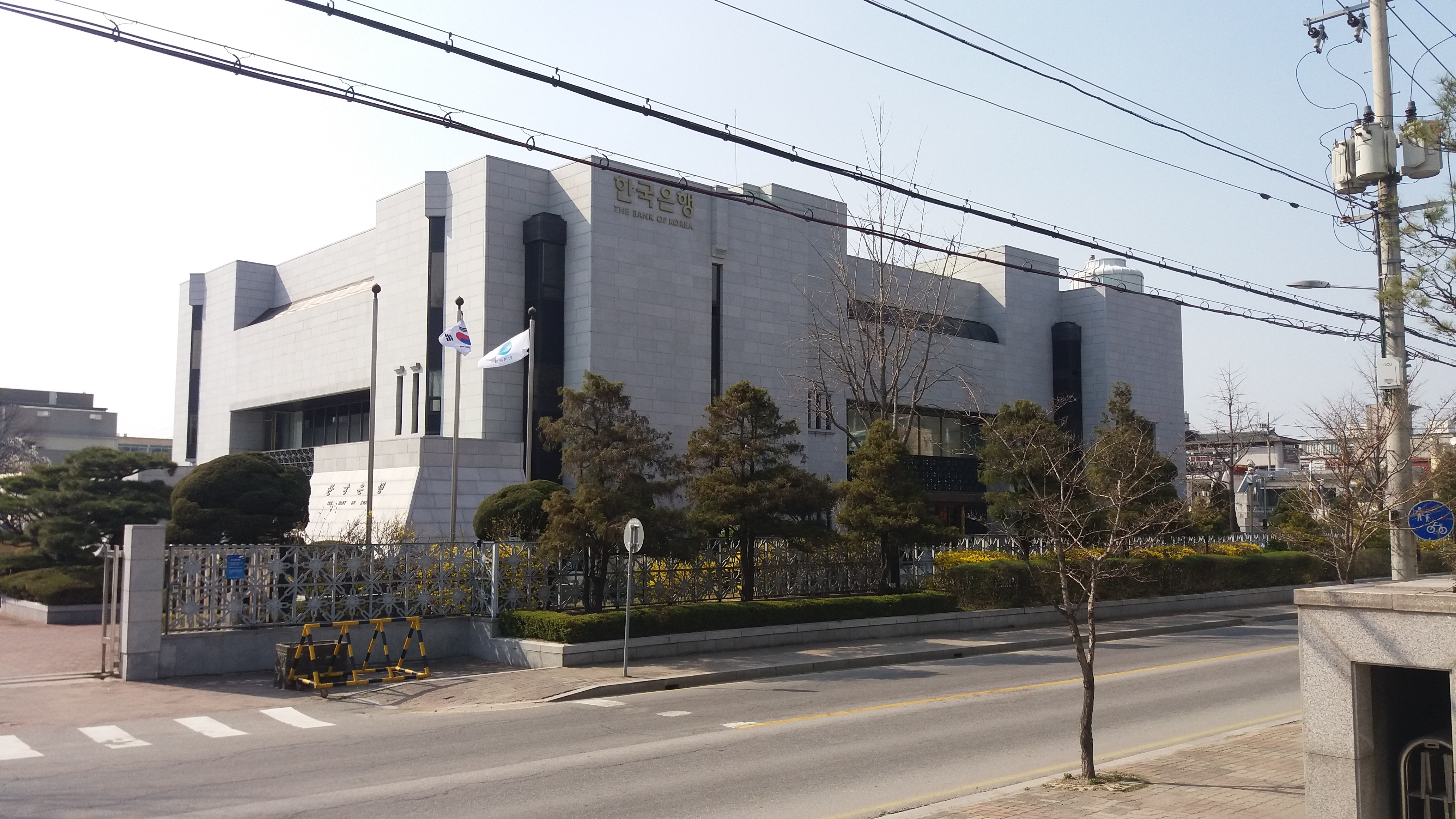
Siège de Chungbuk
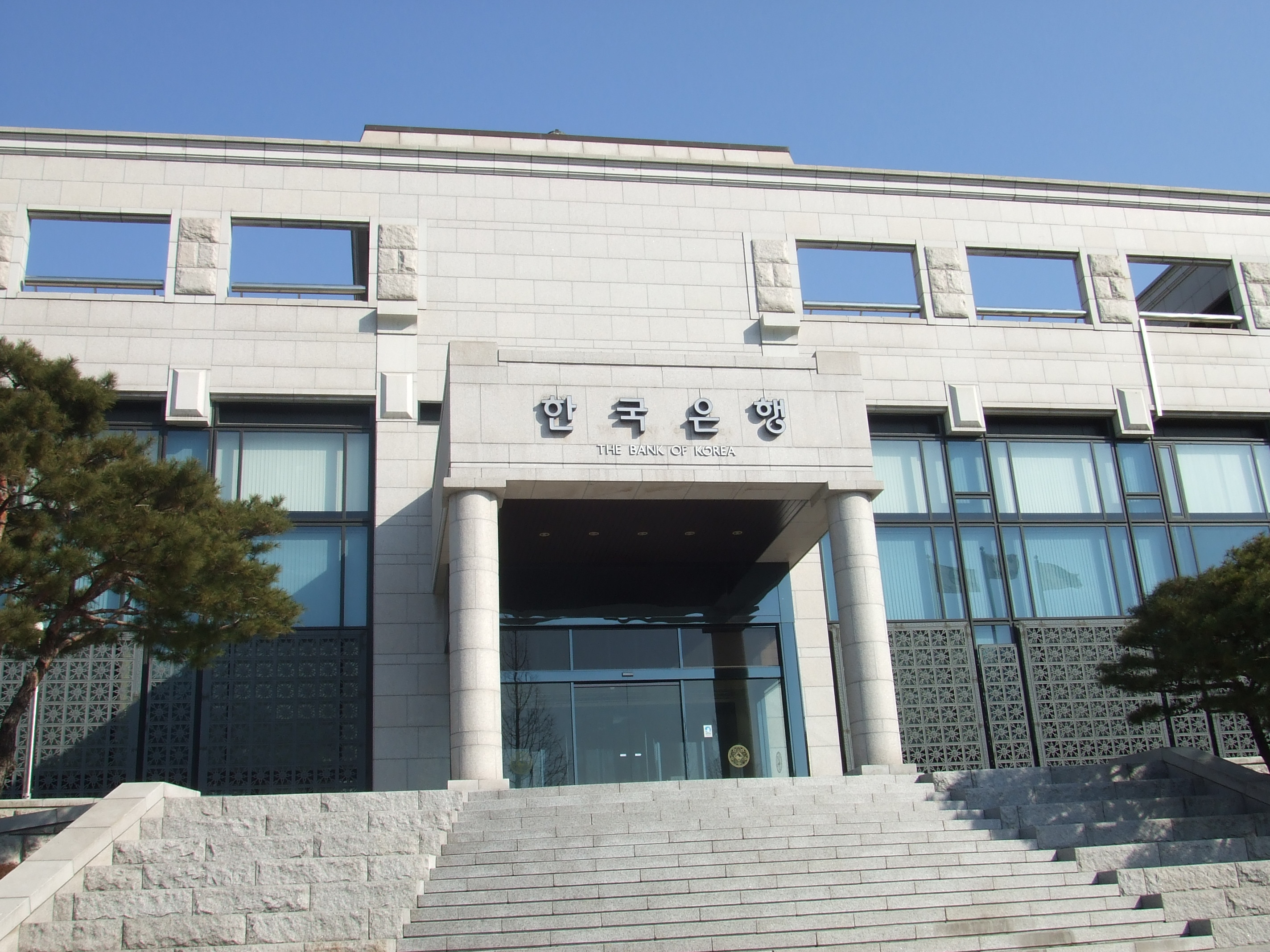
Siège de Changwon